# Věra Kohnová

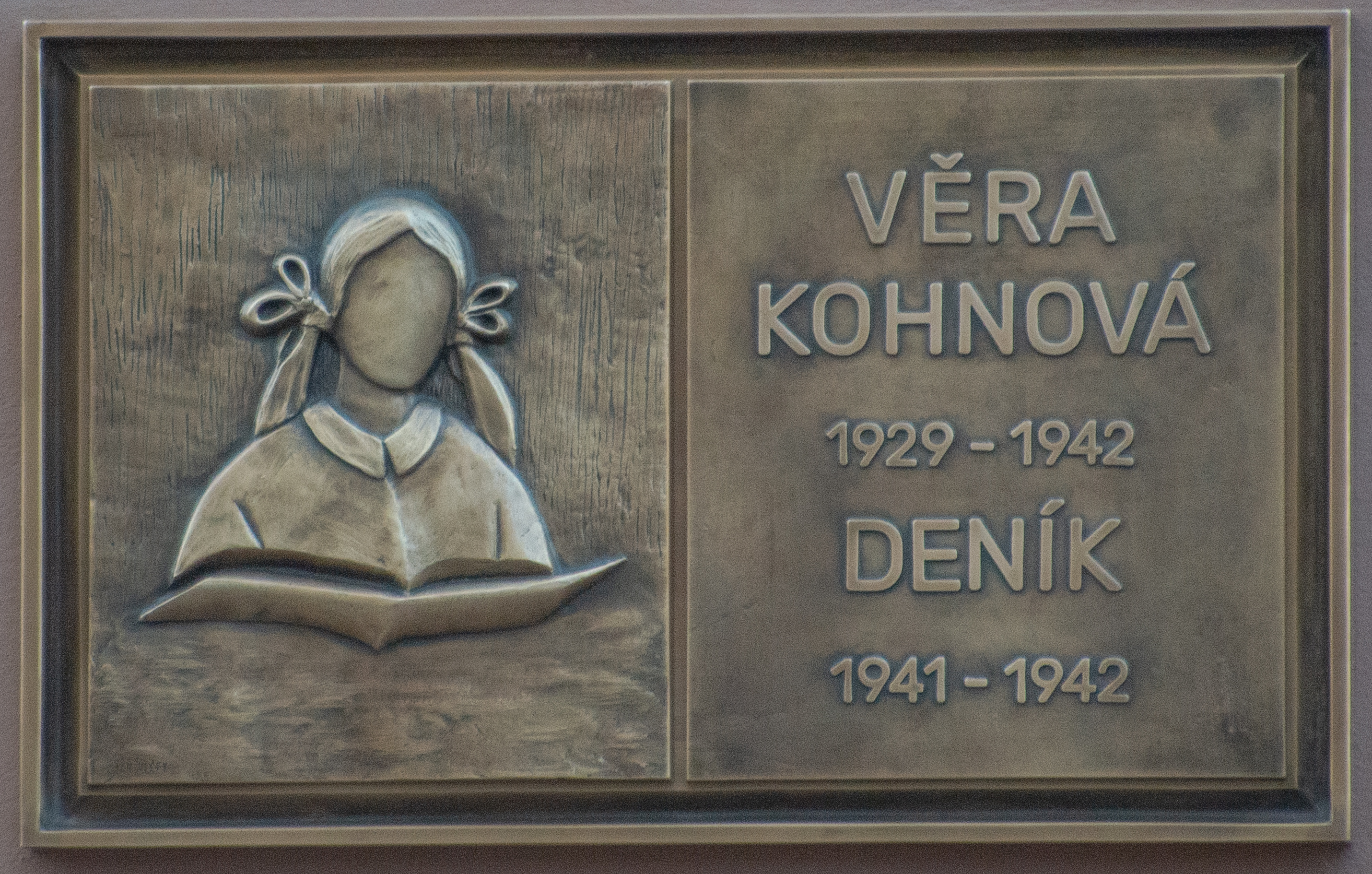
Gedenktafel für Věra Kohnová, die 2022 in Pilsen enthüllt wurde

Věra Kohnová (* 26. Juni 1929 in Pilsen, Tschechoslowakei; † 1942 im Ghetto Izbica) war ein jüdisches Mädchen aus der Tschechoslowakei, das ein Tagebuch über ihre Gefühle und die Ereignisse während der Besatzung durch die Nationalsozialisten schrieb und 1942, 13-Jährig, mit ihrer Familie deportiert wurde und zu Tode kam.

## Leben
Věra war die Tochter von Otakar Kohn, der als Sekretär für Metallwarenhersteller Gustav Teller arbeitete und dessen Frau Melanie. Das Ehepaar hatte eine weitere Tochter, Hana, die fünf Jahre älter als Věra war.
Im Alter von zwölf Jahren verfasste Věra, ab August 1940, ihr Tagebuch über das Schicksal der Juden in dieser Zeit, hauptsächlich aus emotionaler Sicht. Sie musste zu Hause lernen, da alle Schulen für Juden geschlossen waren. Der letzte Eintrag in ihrem Tagebuch lautet:

„Wir sind nur morgen und übermorgen hier, wer weiß, was danach sein wird. Auf Wiedersehen, mein Tagebuch!“

Věra wurde mit ihren Eltern und ihrer Schwester Hana am 22. Januar 1942 mit dem Transport S ins KZ Theresienstadt deportiert. Der letzte Vermerk über sie datiert vom 11. März 1942, als sie Theresienstadt mit dem Transport Aa in das Ghetto Izbica, ein Durchgangslager, verließ. Sie und ihre Familie überlebten nicht. Vermutlich wurden sie von den Nationalsozialisten erschossen.

## Rezeption
Marie Kalivodová, eine Freundin von Věras Mutter besaß das zweibändige, neunzigseitige Tagebuch bis in die 1960er Jahre und übegab es dann dem Pastor Miroslav Matouš, der es 2006 erstmals in Buchform, in kleiner Auflage, fast unbemerkt, veröffentlichte. Danach stifte er es dem Jüdischen Museum Prag.
Vor allem dem tschechischen Historiker Jiří Sankot, der das Schicksal Věras seit den 2010er Jahren erforschte, ist es zu verdanken, dass das Tagebuch einer breiten Öffentlichkeit bekannt wurde. Dies führte auch zu Stolpersteinen für Věras Familie 2019 und 2022 zu der Enthüllung einer Gedenktafel am Wohnhaus der Familie Kohnová in Pilsen. Auf der Tafel ist Věra gesichtslos dargestellt, da keine Fotos von ihr erhalten sind.
2023 veröffentlichte die tschechische Schriftstellerin Jana Poncarová zusammen mit Jiří Sankot unter dem Titel Deník Věrky Kohnová (deutsch: Das Tagebuch von Věrka Kohnová) einen Roman über das Leben von Věra Kohnová. Věra wird als tschechische Anne Frank rezipiert.